# کت و شلوار خواستگاری
کت و شلوار خواستگاری یک مجموعهٔ تلویزیونی محصول سال ۱۳۷۴ به کارگردانی سعید سلطانی،  است که در نوروز ۱۳۷۵ از شبکهٔ یک صدا و سیما پخش شد.

## بازیگران
- اکبر دودکار
- محمدعلی ورشوچی
- فرخ‌لقا هوشمند
- رضا بنفشه‌خواه
- مرتضی احمدی
- زهره صفوی
- حسن مؤذنی
- محمد خواجوی
- رزیتا چوپان
- محرم بسیم
- اسفندیار یگانه
- حسین کاشی‌نژاد
- محمد ذکریا
- مرتضی ساعی‌منش
- حسین رنگی‌وند
- عبدالله احمدی